# Siphamia cuprea
Siphamia cuprea är en fiskart som beskrevs av Lachner, 1953. Siphamia cuprea ingår i släktet Siphamia och familjen Apogonidae. Inga underarter finns listade i Catalogue of Life.